# К'юзі
К'юзі (італ. Chiusi) — місто і муніципалітет в Італії, у регіоні Тоскана, провінція Сієна, у давнину — самостійне місто-держава. Розташоване на відстані близько 135 км на північ від Рима, 105 км на південний схід від Флоренції.
Населення — 8747 осіб (2014).
Щорічний фестиваль відбувається 3 липня. Покровитель — Santa Mustiola.

## Історія
Перше поселення на місці сучасного К'юзі виникло не пізніше VIII ст. до н. е. і мало назву Камарс (умбр. Camars). Його мешканцями були умбри або ж споріднені з ними італійські племена (на мові яких «камарс» нібито означає «болота»).
У VII ст. до н. е. умбрів відтіснили етруски, які обнеслі поселення мурами і надали йому нову назву — Клевсін (етр. Clevsin). Етруський Клевсін був самостійним містом-державою, одним з дванадцяти «гегемонів» Етрурії. Був відомий насамперед розвинутим сільським господарством, зокрема виноробством. Найвище піднесення Клевсіна припадає на часи правління Ларса Порсени, який воював із Аррецієм і Римом, останній цар якого — Тарквіній Гордий був союзником клевсінського володаря. Війна з римлянами загалом була успішною, за деякими даними клевсінці навіть захопили Рим і уклали з ним вигідний для себе союзний договір. Арретинці натомість здобули перемогу, у битві з ними загинув син Порсени. Сам Порсена був похований у рідному місті в розкішній гробниці. У 390 р. до н. е. клевсінець на ім'я Аррунт привів під мури міста військо галльского племені сенонів. Облогу галли зняли лише після того, як посварилися з римлянами і вирушили далі на південь.
Після перузіанського походу Квінта Фабія (309 р. до н. е.) Клевсін опинився під владою римлян, які називали місто на свій лад Клузієм (лат. Clusium). Клевсінці приєдналися до повстання 299 р. до н. е. і під мурами міста союзники повстанців — галли — розгромили один з римських легіонів. Проте в битві під Сентином римляни взяли реванш. А невдовзі був розгромлений і об'єднаний загін клевсінців і перузійців — за даними Лівія на полі бою залишилося три тисячі етрусків. Клузій остаточно опинився у складі Римської республіки — на правах союзника. У 187 р. до н. е. через Клузій була проведена Кассієва дорога. Під час першої громадянської війни Клузій був базою для Папірія Карбона, який очолював війська маріанців в Етрурії. Сулла «відплатив» за це виведенням на міські землі колонії своїх ветеранів.
Християнство у Клузії поширилося у III ст. Перший місцевий єпископ, про якого збереглися згадки, помер у 322 р.
У 540 р. Клузій згадується як фортеця, у якій готський король Вітігес розмістив тисячу вояків. У 560 р. в місті був збудований собор — теперішній собор Сан-Секундьяно. З приходом лангобардів Клузій став центром одного з їхніх герцогств.
У XI ст. К'юзі здобуває самостійність під владою власного єпископа, проте вже невдовзі опинилося під владою сусіднього Орв'єто. З 1231 р. підпорядковане Сієні, з 1556 — у складі Великого герцогства Тосканського.

## Демографія
Населення за роками:

Станом на 1 січня 2023 року в муніципалітеті офіційно проживало 1305 іноземців з 58 країн, серед них 549 громадян країн Євросоюзу та 28 громадян України.

## Сусідні муніципалітети
- Кастільйоне-дель-Лаго
- Четона
- К'янчіано-Терме
- Читта-делла-П'єве
- Монтепульчано
- Сартеано